# Гореновка
Горе́новка (бел. Гарэ́наўка) — деревня в составе Добринёвского сельсовета Дзержинского района Минской области Беларуси. Деревня расположена в 33 километрах от Дзержинска, 35 километрах от Минска и 20 километрах от железнодорожной станции Фаниполь.

## История
Известна со второй половины XIX века, как застенок в составе Самохваловичской волости Минского уезда Минской губернии. В 1897 году, по данным первой всероссийской переписи в деревне — 4 двора, 33 жителя, в 1917 году — 4 двора, 29 жителей. 9 марта 1918 года в составе провозглашённой Белорусской Народной Республики, однако фактически находилась под контролем германской военной администрации. С 1 января 1919 года в составе Советской Социалистической Республики Белоруссия, а с 27 февраля того же года в составе Литовско-Белорусской ССР, летом 1919 года деревня была занята польскими войсками, после подписания рижского мира — в составе Белорусской ССР.
С 20 августа 1924 года в составе Рубилковского сельсовета (который с 23 марта 1932 года по 14 мая 1936 года являлся национальным польским сельсоветом)  Самохваловичского района, с 18 января 1931 года в составе Койдановского района Минского округа. 15 марта 1932 года Койдановский район преобразован в Койдановский польский национальный район, который 26 июня был переименован в Дзержинский.  31 июля 1937 года Дзержинский национальный полрайон был упразднён, Гореноквка перешла в состав Минского района Минского округа, с 20 февраля 1938 года — в составе Минской области. 4 февраля 1939 года Дзержинский район был восстановлен. В годы коллективизации в деревне был организован колхоз. 
В Великую Отечественную войну с 28 июня 1941 года до 6 июля 1944 года под немецко-фашистской оккупацией, во время войны на фронте погибли 4 жителя деревени. В 1960 году насчитывалось 35 жителей, входила в состав колхоза «Правда». По состоянию на 2009 год в составе ОАО «Правда-Агро» (центр — д. Боровики). 28 мая 2013 года деревня была передана из состава упразднённого Рубилковского сельсовета в Добринёвский сельсовет.

## Население
| Численность населения (по годам) | Численность населения (по годам) | Численность населения (по годам) | Численность населения (по годам) | Численность населения (по годам) | Численность населения (по годам) | Численность населения (по годам) | Численность населения (по годам) |
| 1897                             | 1917                             | 1960                             | 1991                             | 1999                             | 2010                             | 2017                             | 2018                             |
| -------------------------------- | -------------------------------- | -------------------------------- | -------------------------------- | -------------------------------- | -------------------------------- | -------------------------------- | -------------------------------- |
| 33                               | ↘29                              | ↗35                              | ↗42                              | ↘36                              | ↗39                              | ↘26                              | ↘25                              |
| 2020                             | 2022                             |                                  |                                  |                                  |                                  |                                  |                                  |
| ↗27                              | ↘22                              |                                  |                                  |                                  |                                  |                                  |                                  |